# شمو (فصل مصري)
شمو أو موسم الحصاد أو المياه المنخفضة
هو الموسم الثالث والأخير من التقويمين القمري والمدني المصري القديم. جاء بعد موسم النشوء (پرت) وقبل أيام الكبس أو النسيء (حريو رنپت)، التي تسبق احتفالات رأس السنة التي تبدأ ببدء موسم الفيضان (أخت). في التقويمين المصري القديم والمصري الحديث (القبطي)، يبدأ هذا الموسم في بداية شهر بشنس (حوالي 9 مايو)، ويستمر عبر شهور بؤونة وأبيب، وينتهي في نهاية مسرى (حوالي 5 سبتمبر).:453

## أسماء
كان موسم الحصاد معروفاً لدى المصريين القدماء باسم "المياه المنخفضة"، والتي يمكن أن تنطق كـ شمو أو شي مو. كما يُشار إليه أيضاً بالصيف أو الموسم الجاف.

## التقويم القمري
في التقويم القمري، كانت تضاف أيام الكبس أو النسيء حسب الحاجة للحفاظ على طلوع نجم سيريوس أو سوبدت بالمصرية في الشهر الرابع من هذا الموسم. وعادة ما استمر من مايو إلى سبتمبر. لأن توقيت الفيضان كان متغيراً، لم تعد شهور "المياه المنخفضة" تعكس بدقة حالة النهر ولكن الموسم كان عادة وقت جمع محاصيل الحبوب في مصر.

## التقويم المدني
في التقويم المدني، أدى غياب السنوات الكبيسة في الفترات البطلمية والرومانية إلى فقدان الموسم حوالي يوم واحد كل أربع سنوات، مما جعله غير مستقر بالنسبة للسنة الشمسية أو التقويم الميلادي.

## الشهور
تم تقسيم موسم الحصاد إلى أربعة شهور. في التقويم القمري، بدأ كل شهر في فجر اليوم الذي يختفي فيه الهلال من السماء. في التقويم المدني، كان يتألف كل شهر من 30 يوماً مقسمة إلى ثلاثة وحدات تسمى أعشورًا، تقابل الأسابيع، كل منها 10 أيام.
في مصر القديمة، كانت هذه الشهور تُسجل عادة بأرقامها ضمن الموسم: الأول، الثاني، الثالث، والرابع من فصل شمو. كما كانت تُعرف بأسماء أعيادها الرئيسية، والتي أصبحت تُستخدم بشكل متزايد بعد الاحتلال الفارسي. أصبحت هذه الأسماء أساساً لأسماء الشهور في التقويم القبطي.
| N11 · Z1 | N37 | N35A | N5 |

| N11 · Z1 | N37 | N35A | N5 |

| Q3 · N35 | Aa1 · N35 | M23 | G43 | A40 |

| Q3 · N35 | Aa1 · N35 | M23 | G43 | A40 |

| N11 · Z1 · Z1 | N37 | N35A | N5 |

| N11 · Z1 · Z1 | N37 | N35A | N5 |

| G5 | F63 | F32 · D46 | M17 | M17 | U33 |

| G5 | F63 | F32 · D46 | M17 | M17 | U33 |

| N11 · Z1 · Z1 · Z1 | N37 | N35A | N5 |

| N11 · Z1 · Z1 · Z1 | N37 | N35A | N5 |

| M17 | Q3 · X1 · H8 |

| M17 | Q3 · X1 · H8 |

| N11 · Z1 · Z1 · Z1 · Z1 | N37 | N35A | N5 |

| N11 · Z1 · Z1 · Z1 · Z1 | N37 | N35A | N5 |

| F13 | M4 | N5 · W3 |

| F13 | M4 | N5 · W3 |

| F31 | S29 | N5 · Z1 |

| F31 | S29 | N5 · Z1 |